# 3386 Klementinum
3386 Klementinum (1980 FA) là một tiểu hành tinh vành đai chính được phát hiện ngày 16 tháng 3 năm 1980 bởi L. Brozek ở Klet.